# Eva Paula Pick
Eva Paula Pick (* 1957 in Mannheim) ist eine deutsche Schriftstellerin, Theaterpädagogin und Performerin.

## Leben
Eva Paula Pick studierte Germanistik, Philosophie und Geschichte in Heidelberg, Tübingen und Bordeaux. Sie war mehrere Jahre als Lehrerin und Theaterpädagogin an einem Gymnasium tätig, danach folgten weitere Ausbildungen theaterpädagogischer und körperpsychotherapeutischer Art in Locarno und Zürich. Seit 1994 lebt sie in Kaiserslautern. Pick ist oft in Projekte involviert, die in Grenzbereiche zur Musik oder darstellender Kunst vorstoßen, häufig in Zusammenarbeit mit andern Künstlerinnen. Sie ist Mitglied der Künstlerwerkgemeinschaft Kaiserslautern, der Autorengruppe Kaiserslautern und des Literaturwerks Rheinland-Pfalz-Saar.
Ihre Prosa, ihre Lyrik und auch ihre szenischen Arbeiten experimentieren mit unterschiedlichen Stilen, sind häufig auch im engeren Sinn 'experimentell'.

## Werke
- PingPong. KWG und Autorengruppe Kaiserslautern Katalog 2019.
- Das Lächeln am Fuße der Nasenwurzel, Lautstaben und Konkreto-Poeme. Saarbrücken, Edition Saarländisches Künstlerhaus 2016, ISBN 978-3-945126-32-5.
- Wo Hathors Kühe weiden, Reiseerzählung. Conte 2015, ISBN 978-3-95602-041-4.
- Lapidosa, Texte von steinigen Inseln. Tübingen, Konkursbuch-Verl. Gehrke 2013, ISBN 978-3-88769-786-0.
- Baden im Winter, Gedichte. Marbach am Neckar, Obleser Publizistik 2005, ISBN 978-3-935926-18-8.

CD-Veröffentlichungen
- Das Lächeln am Fuße der Nasenwurzel, Lautstaben und Konkreto-Poeme. Saarbrücken, Edition Saarländisches Künstlerhaus 2016, ISBN 978-3-945126-32-5.
- Tüpfelschiff, Tintenschwarz, Lyrik & Jazz. Mit Peter Glanzmann. Karlsdorf, Hofa 2012.

## Stipendien
- Stipendiatin des Landes Rheinland-Pfalz in Vezelay (2013)
- Stipendium des Landes Brandenburg im Künstlerhaus Schloß Wiepersdorf (2015)
- Arbeitsstipendium des Landes Rheinland-Pfalz im Bereich der Literaturförderung (2018) für ihr derzeitiges Romanprojekt 'Krampenschießen'

## Auszeichnungen
- 2011 Mitpreisträgerin des Lüneburger Kurzdramawettbewerbs
- 2014 Hans-Bernhard-Schiff-Literaturpreis der Stadt Saarbrücken
- 2016 Nominierung für Pfalzpreis für Literatur